# Uni Arge
Uni Jógvansson Arge (født 21. januar 1971 i Tórshavn) er en færøsk journalist, forfatter, musiker og tidligere fodboldspiller og håndboldspiller.
Som fodboldspiller har han primært spillet for HB Tórshavn, hvor han er den indtil dato mest scorende spiller for klubben med 182 mål i 231 kampe. Han var i en sæsonen 1999-2000 tilknyttet Aarhus Fremad, men opnåede ingen kampe for klubben. Han spillede i perioden 1992-2002 på det færøske fodboldlandshold, hvor han opnåede 37 kampe, hvori han scorede 8 mål, herunder Færøernes første mål i en VM-kvalifikationskamp (mod Cypern) i april 1993 samt Færøernes mål mod Spanien i 1996.
Han har endvidere spillet håndbold, og nåede at spille 105 kampe for håndboldklubben Kyndil fra Tórshavn, hvor han scorede 693 mål.
Uni Arge er uddannet journalist fra Journalisthøjskolen i Aarhus og har i flere år arbejdet som journalist. Han udgav i 2004 bogen Komin er nú onnur øld om livet på Færøerne og i 2011 bogen Framtíðin kallar (Fremtiden kalder).
Han har tillige udgivet musik. Arge udgav i 2007 albummet Mitt í sjónum, i 2009 Meldurtíð og i 2014 Meðan vindurin strýkur. Alle sange på albummerne er skrevet og komponeret af Arge, der synger og spiller guitar.
Han har endvidere medvirket i filmene:
- Lítla Dímun - gimsteinurin í sjónum, 71 min., 2014
- Gjógv - millum Norðhavið og Skarðið, 53 min., 2016
- Stríðsmenn í Havn - Havnar Arbeiðsmannafelag 100 ár, 80 min., 2017
- Ein dagur í sjúkrarøktini, 55 min., 2018
- Nýggjár í Vági - ein filmur um samanhald, 45 min., 2018